# Psapharochrus leucogaeus
Psapharochrus leucogaeus är en skalbaggsart som först beskrevs av Wilhelm Ferdinand Erichson 1847.  Psapharochrus leucogaeus ingår i släktet Psapharochrus och familjen långhorningar. Inga underarter finns listade i Catalogue of Life.